# Statuty litewskie

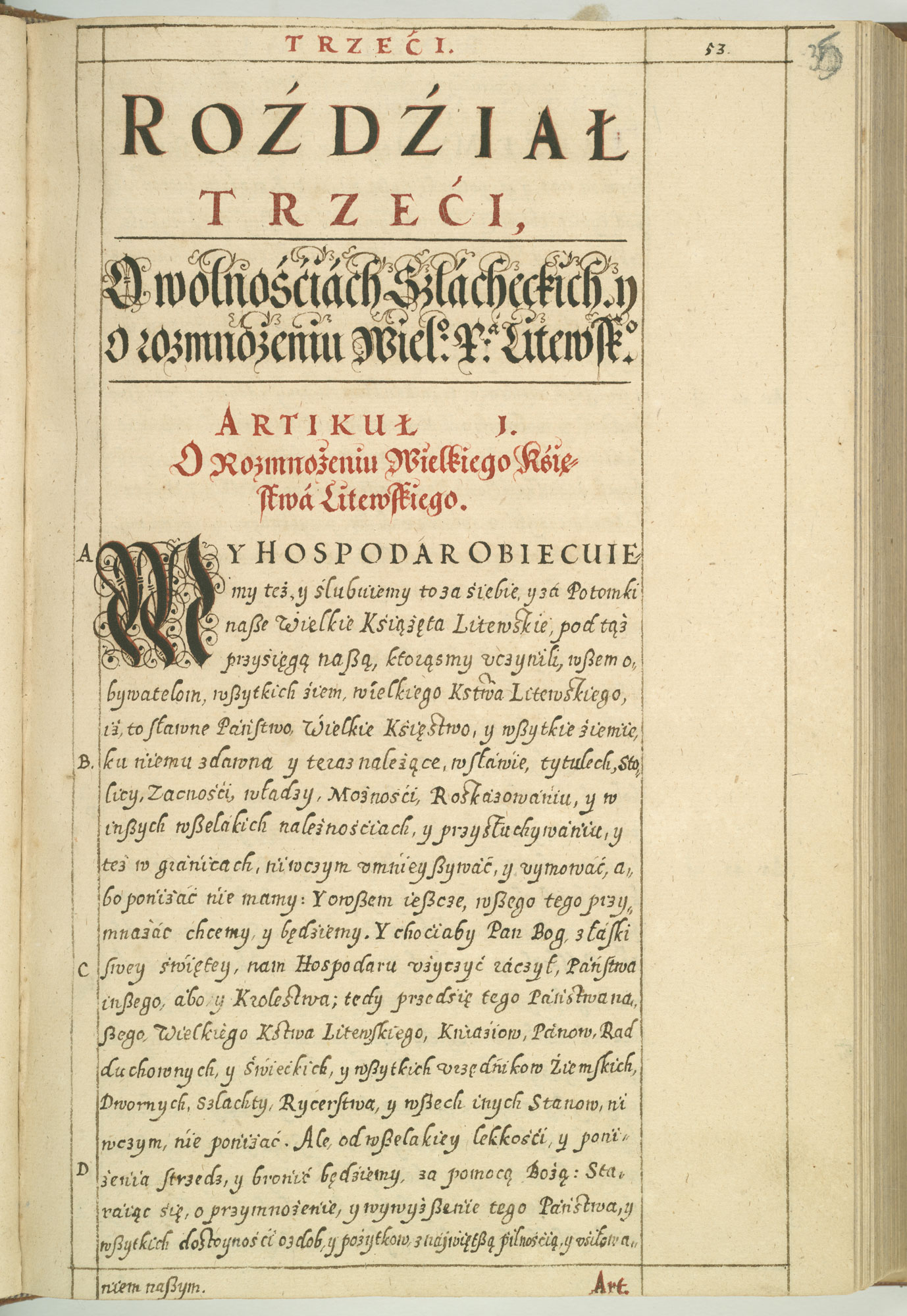

Statuty litewskie – określenie kodyfikacji z zakresu prawa cywilnego, karnego, procesowego i w części publicznego wydanych w 1529, 1566 i 1588 w Wielkim Księstwie Litewskim.

## Geneza
Celem statutów było ujednolicenie prawa i jego przystosowanie do zmieniających się warunków społeczno-politycznych. Poszczególne ziemie posługiwały się odrębnymi przepisami, zawartymi w nadanych im przez Jagiellonów przywilejach. Duże znaczenie miało prawo zwyczajowe. Rozległość Wielkiego Księstwa oraz połączenie w jednym państwie obszarów o odmiennej przeszłości historycznej i różnych wpływach kulturowych powodowało zamęt utrudniający stosowanie prawa i zarządzanie państwem. Następujące po Unii z Polską przemiany, zwłaszcza emancypacja szlachty spod dominacji kniaziów i bojarów oraz dynamiczne przekształcenia stosunków własnościowych, dodatkowo uświadomiły władcom Wielkiego Księstwa konieczność pracy nad jednolitą kodyfikacją. Pierwszą, niepełną próbą był Statut Kazimierza Jagiellończyka z 1468 roku. W 1501 roku Aleksander Jagiellończyk zapowiadał podjęcie prac kodyfikacyjnych. Ruszyły one jednak dopiero po powołaniu przez Zygmunta Starego komisji prawników kierowanej przez kanclerza wielkiego litewskiego Olbrachta Gasztołda.

## I Statut W. Ks. Litewskiego, 1529

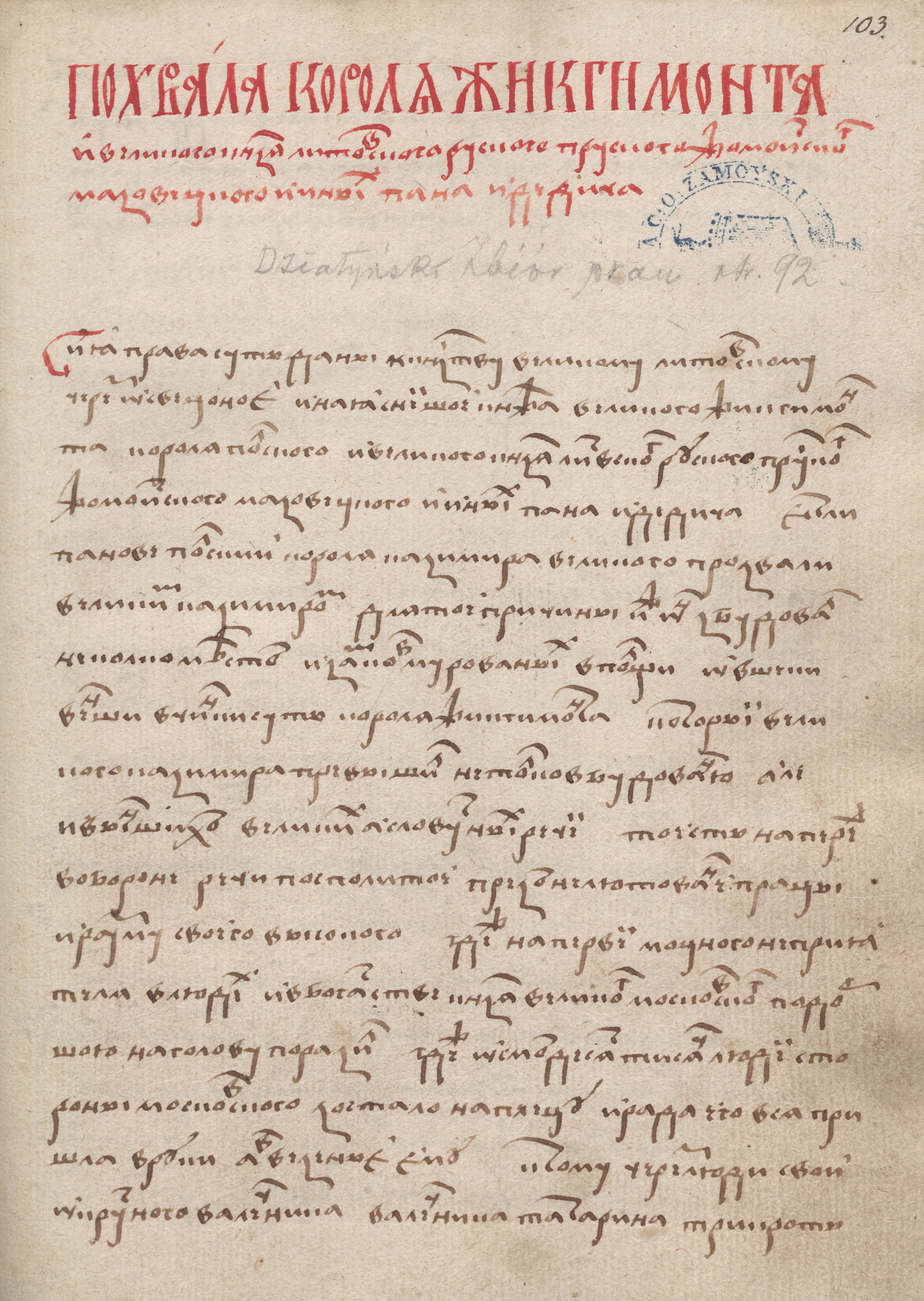
I Statut Litewski. Egzemplarz Olbrachta Gasztołda.

Zasadnicze prace komisja skończyła w 1522 roku. Projekt został zatwierdzony przez Zygmunta Starego 29 września 1529 roku na sejmie w Wilnie. Nazywany czasem Kodeksem Gasztołda, I Statut składał się z 13 rozdziałów podzielonych na 282 artykuły.
Rozdziały 1–3 zawierają normy publicznoprawne, 4 i 5 regulowały prawo rodzinne i spadkowe, rozdział 6 – prawo procesowe i ustrój sądów, 7 – prawo karne, 8 – ziemskie, 9 regulował użytkowanie lasów i polowania, 10 – prawo cywilne, 11–13 – prawo i proces karny.
Statut był napisany w będącym urzędowym językiem kancelarii litewskiej języku ruskim (starobiałoruskim). W 1530 roku został przełożony na łacinę, a w 1532 roku na język polski.
Twórcami statutu byli prawnicy wykształceni w zachodnioeuropejskich uniwersytetach. Poznane tam prawo rzymskie starali się połączyć ze zwyczajowym prawem litewskim i ruskim. Odwoływali się również do prawa polskiego i saskiego.
Statut obejmował ogół ludności Wielkiego Księstwa. Po jego wprowadzeniu przestały obowiązywać dotychczasowe przywileje ziemskie, nadane poszczególnym ziemiom przez poprzednich książąt. Uprawnienia ziem i zobowiązania książęce, ograniczające władzę monarchów, zostały zachowane i stały się jednakowe w całym państwie. Uregulowane zostały skład i kompetencje głównych organów państwa. Unormowano prawo własności i gwarancje nietykalności osobistej dla szlachty litewskiej, na wzór polski. Uregulowano w sposób jasny i precyzyjny postępowanie sądowe. W procesie karnym wprowadzono zasadę równości stron procesowych i jawności postępowania. Dla niektórych przestępstw wprowadzono instytucję przedawnienia.
I statut był w miarę kompleksową regulacją ustroju państwa i prawa litewskiego.

## II Statut W. Ks. Litewskiego, 1566
Dość szybko okazało się, że wprowadzony statut wymaga poprawek. Głównie dlatego, że w połowie XVI wieku szlachta Wielkiego Księstwa Litewskiego dążyła do zdobycia przywilejów wzorowanych na przywilejach szlachty koronnej. Domagano się przekazania szlachcie sądownictwa i ograniczenia uprawnień wielkiego księcia, a zwłaszcza ich dokładnego określenia. W 1551 roku Zygmunt II August powołał dziesięcioosobową komisję, składającą się z pięciu katolików i pięciu prawosławnych, mającą zająć się nowelizacją I statutu. Wielkiemu księciu nie zależało jednak na zmianach ograniczających jego władzę, stąd komisja pozostała martwym ciałem. Dopiero gdy Zygmunt II August podjął reformy związane z mającą nastąpić nową unią z Koroną, powołał około 1558 roku drugą komisję, która rozpoczęła prace. W jej składzie zasiadali między innymi: kanclerz Mikołaj Radziwiłł Czarny, marszałek Ostafi Wołłowicz, a także znani humaniści Piotr Roizjusz i Augustyn Mieleski Rotundus. Pierwsza wersja nowego statutu powstała w 1561 roku. W 1564 roku projekt został w zasadzie skończony, chociaż później poprawiono jeszcze kilka artykułów. Statut został wprowadzony w życie przywilejem Zygmunta Augusta z dnia 1 lipca 1566 roku.
II Statut litewski zachował strukturę i układ pierwszego. Składał się z 14 rozdziałów i 368 artykułów. Wprowadzał jednak poważne zmiany, zwłaszcza dotyczące ustroju państwa, wywołane przeprowadzanymi właśnie reformami.
W zakresie ustroju państwowego II Statut miał charakter konstytucji. Ściśle regulował kompetencje poszczególnych organów państwowych. Najwyższą władzę w państwie zachował wielki książę. Statut wprowadzał jednak ograniczenia władzy hospodara wzorowane na polskich. Nie mógł on odtąd bez zgody sejmu litewskiego wypowiadać wojny ani zawierać pokoju, nakładać podatków i stanowić prawa. Władca zobowiązywał się przestrzegać wolności i praw posiadanych przez wszystkie stany. Nabyte dotychczas przywileje, prawa i tytuły zostały potwierdzone. Ustalona została lista urzędów i funkcji zastrzeżonych wyłącznie dla szlachty. Wprowadzono skierowany przeciwko Polakom zakaz piastowania urzędów i posiadania dóbr w Wielkim Księstwie przez cudzoziemców.
Poważne zmiany nastąpiły w sądownictwie. II Statut wprowadził na Litwie sądy ziemskie i podkomorskie. Władza sądownicza przeszła więc w ręce szlachty. Wprowadzona została jedność prawa dla wszystkich mieszkańców państwa (oczywiście jedność oznaczała podleganie wszystkich tym samym regulacjom, a nie równość wobec prawa).
W zakresie regulacji prawa materialnego II Statut, jeszcze bardziej od pierwszego, odwoływał się do instytucji rzymskich. Z prawa rzymskiego przejęto tak ważne dla szlachty pojęcie nieograniczonej własności. Dokonano zmian w prawie spadkowym, między innymi ograniczając hospodarskie prawo kaduka. W prawie karnym zlikwidowano zbiorową odpowiedzialność rodziny przestępcy oraz wprowadzono zakaz karania osób poniżej 14 roku życia.

## III Statut W. Ks. Litewskiego, 1588

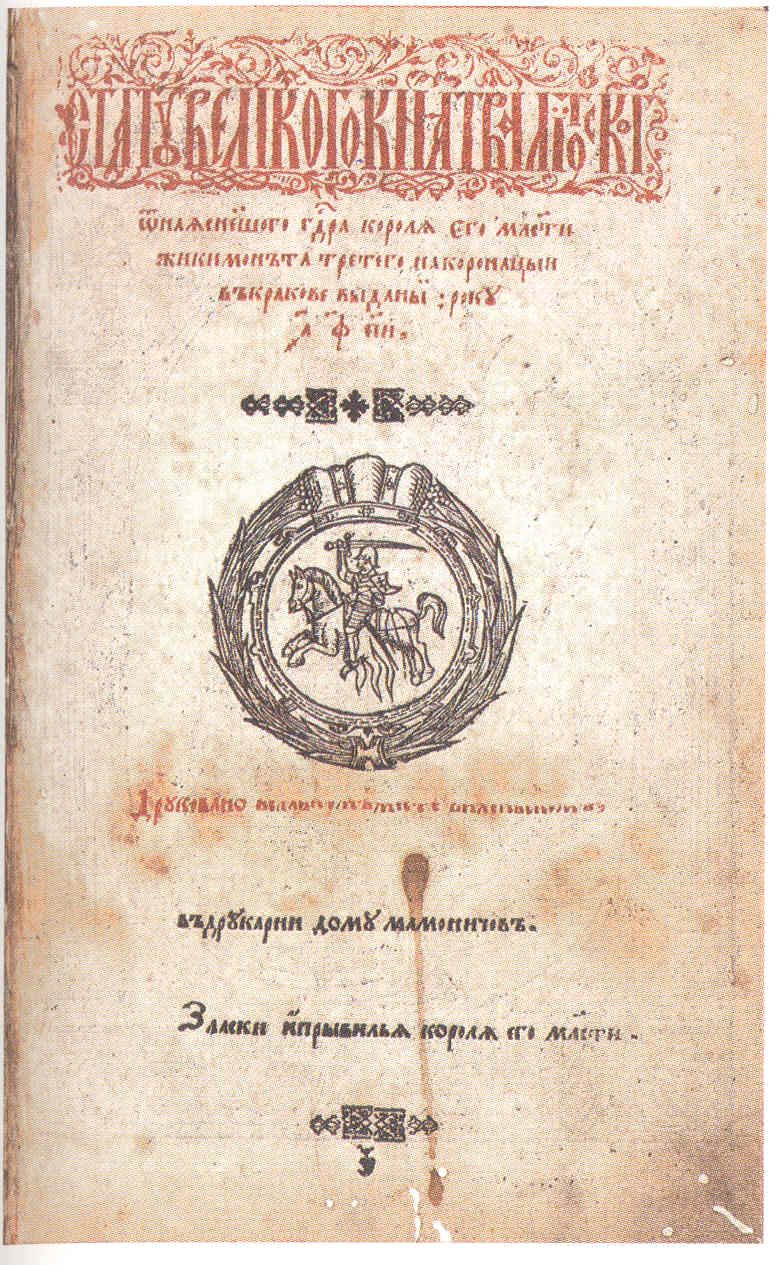
III statut litewski

W związku z wysuwanymi przez akt Unii Lubelskiej postulatami zbliżenia obu systemów prawnych powołana ówcześnie komisja do poprawy statutu miała w swych założeniach uzgodnić ustrój wewnętrzny Wielkiego Księstwa z postanowieniami Unii. W rezultacie prac komisji wydany został i zatwierdzony III Statut Litewski na sejmie koronacyjnym w 1588 zachowujący w pełni odrębność systemu prawnego Litwy, a jednocześnie przejmujący pewne postanowienia prawa koronnego i postulaty polskiej doktryny np. w kwestii wprowadzenia kar za mężobójstwo. Stosowany był w Koronie jako prawo posiłkowe (stosowane w razie braku odnośnych rozwiązań w prawie miejscowym), w tym celu przetłumaczono go na język polski w roku 1614.
Kilkakrotnie przedrukowywany (1619, 1648, 1698, 1744, 1786, 1819) Statut przewidywał wyłączność terytorialną jego obowiązywania nawet w stosunku do cudzoziemców. Przewidywał również posiłkowe stosowanie „inszych praw chrześcijańskich”, co interpretowano jako możność posługiwania się prawem rzymskim jako prawem powszechnym narodów chrześcijańskich. Składał się z 488 artykułów rozmieszczonych w 14 rozdziałach. W 1791 uznany za wzór przy projektowaniu nowych kodeksów. Obowiązywał do roku 1840.
Zmiany w prawie sądowym:
- zasada odpowiedzialności karnej (na korzyść oskarżonego, ograniczona odpowiedzialność do lat 16),
- prawo do wyznaczenia zastępcy procesowego,
- przy egzekucji sąd miał być przychylny dla ubogich, sierot,
- przewidywał luki w prawie (sąd miał kierować się bliższą sprawiedliwością, własnym sumieniem, przykładem inszych praw chrześcijańskich, czyli prawem rzymskim).

Artykuł 1 rozdziału 12 groził szlachcicowi za umyślne zabójstwo „człowieka stanu prostego” surową odpowiedzialnością do kary śmierci włącznie, obwarowując to jednak pewnymi warunkami (sprawca musiał być schwytany na gorącym uczynku, a oskarżenie poparte przez określoną ilość świadków). Okolicznością obciążającą sprawcę była wcześniejsza jego karalność. W 1768 Prawa kardynalne w artykule XX rozszerzyły ten artykuł na całość terytorium Rzeczypospolitej, ograniczając możliwość stosowania główszczyzny.